# 陷阱 (2024年电影)
是2024年上映的美国心理驚悚电影，由奈特·沙马兰执导、编剧，演员阵容包括喬許·哈奈特、爱丽儿·多诺霍、莎莱克·沙马兰、海莉·米尔斯和艾莉森·皮爾。电影讲述一名连环杀手与女儿去听演唱会，结果这个演唱会是警方追捕他的圈套。电影2024年8月2日在美国上映，由华纳兄弟影业负责发行。

## 剧情
費城消防员库伯·艾伯特带女儿莱利去看流行巨星乌鸦小姐的演唱会，以奖励她取得好成绩。来到演唱会现场，警方层层设防，情况非比寻常。库伯从演唱会周边小贩杰米的口中了解到，联邦调查局提前得知连环杀手“屠夫”会来看演唱会，希望利用这个机会将其抓获。其实，所谓的“屠夫”其實就是库伯。演唱会期间，库伯用手机查看一处地下室的监控画面，里面有他关着的受害者斯宾塞。之后库伯和杰米攀谈起来，两人渐渐熟络。杰米让库伯帮自己去仓库拿货，库伯趁机顺走了杰米放在裤子后袋的工作证，用工作证溜进后台，偷走了警方的无线电。
库伯从无线电中得知一名女性主管不断预判自己的行动，之后在小吃摊制造爆炸，利用混乱吸引警方注意力，再趁机溜进体育场的屋顶。在屋顶，库伯从一名警察的口中得知追捕行动由联邦调查局的罪犯侧写员约瑟芬·格兰特博士率领。莱利对父亲库伯的异常举动感到困惑，要库伯待在自己身边。库伯跟乌鸦小姐的叔叔撒谎，说莱利身患白血病刚刚康复，叔叔爱心泛滥，将莱利被选为乌鸦小姐的“天选之女”（Dreamer Girl），有幸走上舞台和乌鸦小姐一起跳舞，父女俩也可以在后台近距离观赏表演。库伯发现后台出口是全场唯一没有警察把守的地方。
然而演唱会结束后，警察也开始把守后台出口。眼看没有逃脱机会，库伯干脆向乌鸦小姐透露自己的真实身份，并威胁她用自己的豪华轿车将自己和莱利带出去，否则就用手机遥控释放地下室的一氧化碳，让斯宾塞窒息死。乌鸦小姐同意将两人带出去，途中要求司机把车带去莱利家，直接向莱利家人解释联邦调查局的追捕行动，同时争取时间拖住库伯，不让库伯逃跑。乌鸦小姐直接向库伯展示格兰特给他写的档案，档案说库伯从小失去母爱，患有强迫症。乌鸦小姐又说，警方此前收到匿名人士据举报，说在一间空房子内发现一张被人撕碎的演唱会票根，上面写有屠夫的名字，警方据此了解到屠夫会去看演唱会。
之后，乌鸦小姐一把抢走库伯的手机，将自己锁在洗手间里。乌鸦小姐从斯宾塞口中了解到他被关押的大概位置，之后开启網路直播，公开斯宾塞透露的信息，继而借助粉丝的力量救走斯宾塞。乌鸦小姐当着库伯妻子蕾切尔的身份揭穿库伯的真实面目，库伯一怒之下将家人锁在楼上的房间，乌鸦小姐趁机向司机发送短信，要他马上报警。库伯将乌鸦小姐拉进自己的车，打算带她一起离开。就在这时，库伯的家人成功逃脱，分散了库伯的注意力，为乌鸦小姐逃回自己的豪华轿车争取时间。没过多久，警方接报到场，库伯用秘密通道逃回自己家，用特警服装乔装打扮，进入乌鸦小姐的豪华轿车，载着乌鸦小姐一起离开。之后，库伯向乌鸦小姐公开了自己的真实面目，乌鸦小姐把车窗摇下，招来一群疯狂粉丝围堵汽车，让联邦调查局趁机抓获库伯。然而库伯身手敏捷，立马换了一套平民服装逃脱。
库伯回到家里，与蕾切尔当面对质。蕾切尔说自己很久以前就已经怀疑库伯是屠夫，于是在空房子内留下票根，让警方过来找，这意味着蕾切尔就是跟警方举报的匿名人士。听完蕾切尔坦白，库伯决定与蕾切尔同归于尽。蕾切尔说自己为莱利做了馅饼，还留了一些，希望库伯也尝尝。库伯承认自己一直对蕾切尔怀恨在心，因为蕾切尔剥夺他见证孩子长大的权利。没过多久，库伯产生幻觉，原来是蕾切尔用他放在工具箱的药片下药，他在幻觉中看到母亲为他表达出真情实感感到自豪。然而库伯幻想的母亲其实是格兰特，格兰特假扮成库伯的母亲，要他冷静下来。库伯走到格兰特跟前的时候，被在场的特警用泰瑟枪击中。在特警护送下离开家门的时候，库伯停了下来，扶起莱利倒在地上的自行车，又眼含泪水地和莱利拥抱，之后登上警方的大巴。在车上，库伯用刚刚偷偷卸下的自行车輻條解开了手铐，大笑起来。片尾彩蛋中，杰米通过电视新闻了解到库伯的身份。

## 演员
- 喬許·哈奈特 饰 库伯（Cooper），消防员，真实身份是连环杀人案“屠夫”（The Butcher）
- 阿里尔·多诺霍（英语：Ariel Donoghue） 饰 莱利（Riley），库伯的大女儿，乌鸦小姐的歌迷
- 莎莱克·沙马兰（英语：Saleka Night Shyamalan） 饰 乌鸦小姐（Lady Raven），知名歌手
- 艾莉森·皮爾 饰 蕾切尔（Rachel），库伯的妻子，莱利与罗根的母亲
- 海莉·米尔斯 饰 约瑟芬·格兰特博士（Dr. Josephine Grant），联邦调查局罪犯侧写员
- 乔纳森·兰登（英语：Jonathan Langdon） 饰 杰米（Jamie），演唱会周边小贩
- 马克·巴科克（Mark Bacolcol）饰 斯宾塞（Spencer），被屠夫绑架的男子
- 玛妮·麦克菲尔（英语：Marnie McPhail） 饰 莱利昔日好闺蜜茱蒂（Jody）的母亲
- 卡迪小子 饰 思想家（The Thinker），在演唱会上客串演出的歌手
- 拉塞尔·“拉斯”·维塔莱（英语：Russ (rapper)） 饰 帕克·韦恩（Parker Wayne），在演唱会上表演的歌手
- 马西娅·贝内特（Marcia Bennett）饰 库伯的母亲，在库伯的幻觉中出现
- 洛克兰·米勒（Lochlan Miller）饰 罗根（Logan），库伯与蕾切尔的小儿子

另外，导演奈特·沙马兰在片中友情客串了乌鸦小姐的叔叔，他在演唱会期间担任安全员。

## 制片

### 开发与前期制作

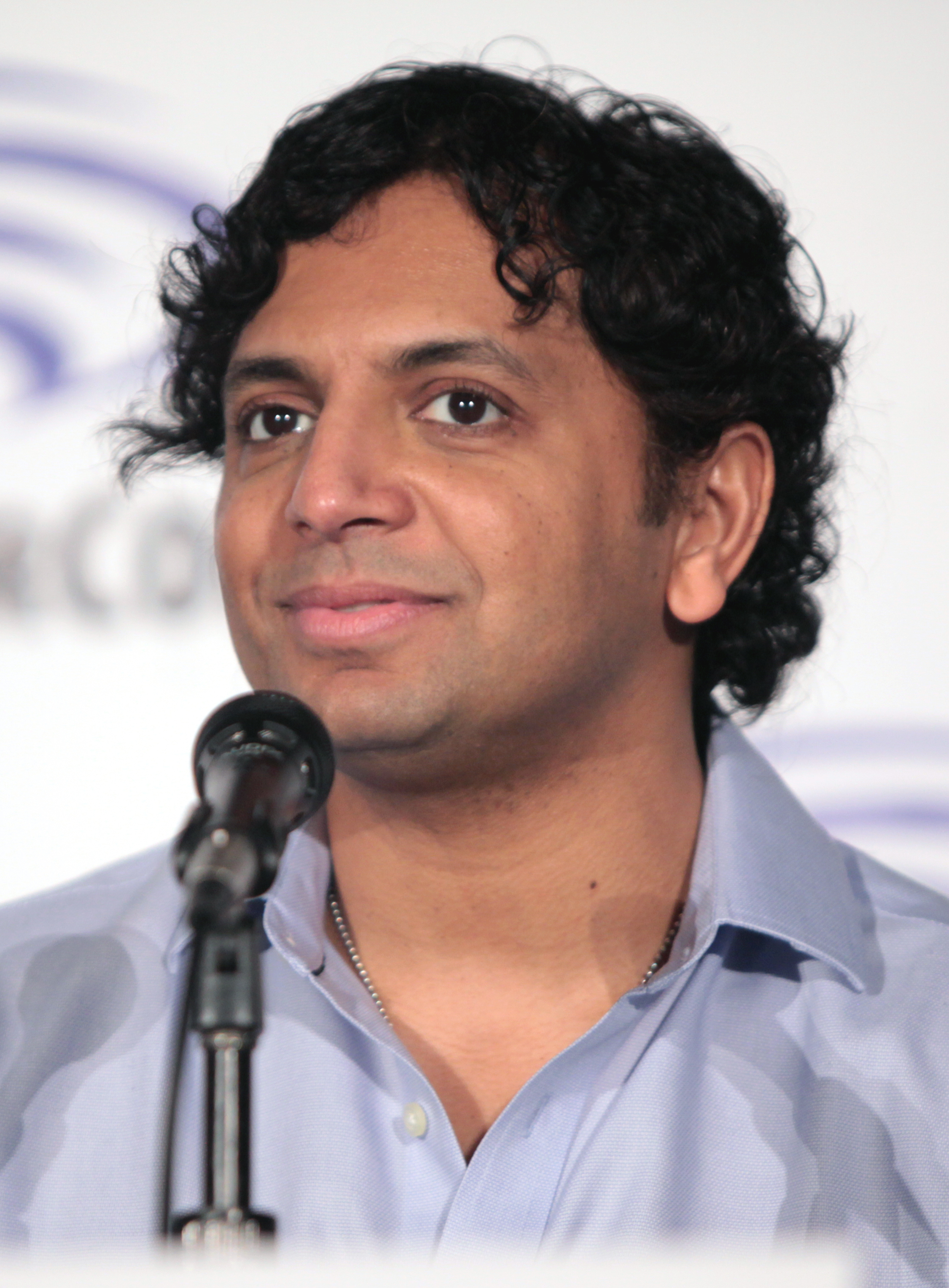
本片导演兼编剧奈特·沙马兰

2022年10月，环球影业宣布奈特·沙马兰将执导一部未定名的电影。2023年2月，电影定名为《陷阱》（Trap），同时沙马兰的炫目边缘影业与华纳兄弟影业签订优先购买协议，代表着电影发行方出现变更。电影源于沙马兰与身份创作歌手的大女儿莎莱克·沙马兰的对话，讲的是将演唱会和电影结合起来，同时推出一张服务于剧情的专辑，类似于王子为1984年歌舞片《紫雨》创作的同名专辑。沙马兰最初想让其他人当导演和编剧，按照他最初的构想拍一部背景设置在演唱会的惊悚片。后来沙马兰觉得自己应该和莎莱克一同完成这部电影，于是改变主意:8:30。
剧情框架有部分源于美国法警局与哥伦比亚特区都会区警察局在1985年展开诱捕行动旗舰行动，当时警方向民众发出邀请，请他们到华盛顿会展中心领取NFL赛事门票，并称有机会免费前往现场观看第二十届超级碗；最终有101名到场领票，落入警方法网。跟发行商推销的时候，沙马兰将影片形容为发生在泰勒·斯威夫特演唱会（指的是時代巡迴演唱會）的《沉默的羔羊》（1991年），在此之前他用五个半月时间完成剧本，用时创个人纪录。他与马克·宾斯托克（Marc Bienstock）和阿什温·拉詹（Ashwin Rajan）共同担任制片人。
莎莱克扮演歌手乌鸦小姐，片中角色参加了她的演唱会。就在她父亲沙马兰撰写剧本的时候，她为电影创作了14首歌曲，这些歌曲紧贴电影剧情，反映片中不同的场景。莎莱克之前为父亲执导的电影《詭老》（2021年）创作了一首单曲，又为电视剧《靈異女僕》创作了一张EP。沙马兰受《紫雨》启发融入音乐元素，为此特地观看了女儿莎莱克的演出。莎莱克说印度宝莱坞电影经常出现歌舞片段，这些内容经常对电影剧情产生关键作用；她表示愛黛兒、比莉·艾利什、蕾哈娜、罗莎莉亚和泰勒·斯威夫特等歌手启发了她的表演。她形容《陷阱》是“沙马兰用美国视角阐释的宝莱坞电影，很接地气，当中歌曲都是有意义的——不一定是歌舞片，但完全以音乐为中心”。
和沙马兰近期自筹资金拍摄的其他电影一样，本片分镜由一位分镜师专门负责，演员会进行大量排练:14:38。沙马兰原本将电影画幅定为4:3，后来跟摄影师萨永布·穆克迪普罗姆商讨后，认为4:3的画幅限制了他们拍片的能力，而且需要做大量工作来营造幽闭恐惧症感觉。最终他们将画幅改成1.85:1，分镜也重画。在准备库伯这个角色前，喬許·哈奈特想自行演绎，没有去看其他作品，而是自行心理病态，包括阅读写连环杀人犯的书籍:3:28。沙马兰说海莉·米尔斯的探员角色有着“母爱形象”，与缺乏同情心的库伯形成鲜明对比:16:28。拍摄的时候，扮演库伯女儿莱利的阿里尔·多诺霍还要上学:7:09。

### 摄制与后期制作

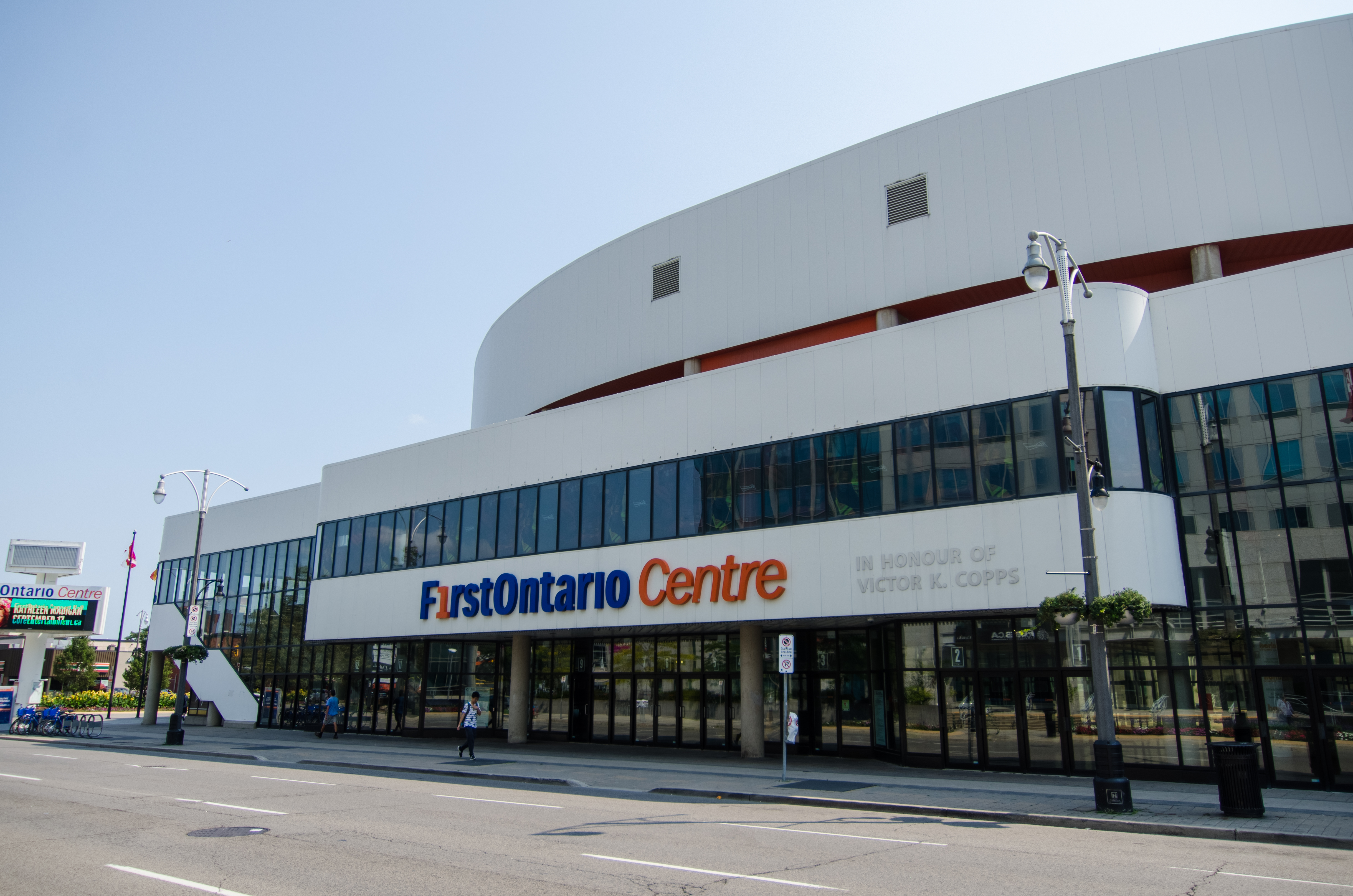
电影在第一安大略中心取景

主体拍摄定于2023年8月在俄亥俄州辛辛那提启动，据报电影获得俄亥俄州提供的900万美元税收抵免。随后剧组移师加拿大安大略省多伦多拍摄；2023年9月18日，美国演员工会大罢工正在进行，剧组获得工会临时拍摄许可。最终电影于2023年10月16日至12月8日期间拍摄，暂定名称“好成绩”（Good Grades）。片中演唱会场地“田中竞技场”（Tanaka Arena）的内景在安省哈密尔顿的第一安大略中心取景，这个场馆有两万个座位，当时正进行翻修，剧组因而可以有两三个月时间使用内场。外场做取景于多伦多的羅渣士中心。
为了营造演唱会的效果，片中的插曲均在舞台上表演。科拉·科扎里斯（Cora Kozaris）负责编舞，一名摄像负责拍摄舞台上的画面，画面会实时打在现场的屏幕上。数千名臨時演員参加拍摄，他们事前不知道拍的是什么电影，但会收到莎莱克的歌，到时可以跟着一起唱。哈奈特回忆，有几位临时演员注意到他紧张的样子，上前安抚他，但他其实是在扮演角色:3:32:4:02。至于演唱会拍摄的顺序，先是拍摄观众在听到音乐时的反应，之后拍莎莱克在舞台上边跳边对口型唱歌，之后等群演冷静下来拍演员对白，此时现场会播放背景音乐，帮助演员保持节奏。对话过程中，哈奈特与多诺霍发出尖叫，营造演唱会期间会出现的噪音:15:24:4:44。对于演员望着镜头说台词的场景，沙马兰给镜头加了一片單向玻璃，用玻璃反射另一面镜子，这样演员就可以看到另一位演员的近景画面:3:06。由于电影采用35毫米膠片拍摄，剧组需要将毛片送到洛杉矶胶片实验室，等三天后把胶片拿回来，才可以审片。
《陷阱》上映的同一年，恰逢沙马兰小女儿伊莎娜·沙马兰携导演处女作《窺探者》出道。在《陷阱》一场戏中，《窺探者》的海报在画面背景中出现。莎莱克和伊莎娜姐妹俩在宾夕法尼亚的家中完成各自的电影，莎莱克在家里的录音棚录歌的时候，伊莎娜在隔壁方面给自己的电影混音。《陷阱》的剪辑与混音工作于2024年6月22日完成。“Deadline Hollywood”称电影制片成本为3000万美元。

## 音乐
赫迪斯·斯特凡斯多蒂尔（Herdís Stefánsdóttir）专门为片中乌鸦小姐的歌曲谱曲。这些歌曲收录于原声带专辑《乌鸦小姐》，卡迪小子、Russ（两人也参演了电影）和Amaarae客串。专辑于2024年8月2日上线，由哥伦比亚唱片发行。

## 发行
电影定于2024年8月9日在美国上映，由华纳兄弟影业负责发行，是华纳兄弟发行的第二部沙马兰执导电影，上一部是2006年上映的《水中的女人》；同时也标志着沙马兰环球影业分手，此前环球影业发行了沙马兰自《探訪》（2015年）以来的连续五部作品。环球原本计划在2024年4月5日上映电影。2023年，华纳兄弟买下电影发行权，将档期推迟到2024年8月2日，之后再推迟一周，延至2024年8月9日，之后再次定档8月2日。
电影首映礼于2024年7月24日在纽约爱丽丝·塔利大厅举行。在院线上映前，电影没有进行影评人放映。至于营销效果，RelishMix称电影在社交媒体平台的热度“中等偏积极”，“Deadline Hollywood”认为电影关注度虽然低，但感兴趣的人比较多，情况和年初上映的《長腿》类似。电影在全网社交媒体的点击量达2.59亿次。电影于2024年8月30日上线数字平台，11月5日发行藍光光碟、DVD和超高清蓝光光碟。

## 反响

### 票房
截至2024年9月5日，《陷阱》北美票房累计4030万美元，海外票房累计3640万美元，全球票房共计7670万美元。
北美方面，电影首周末上线3181家影院，预估票房1500万至2500万美元。首日票房计660万美元，其中周四晚点映票房220万美元。首周末票房累计1550万美元，位列票房榜第三名，仅次于《死侍與金鋼狼》和《龍捲風暴》。次周末票房670美元，跌至第六名。第三周票房340万美元，跌至第八名。第四周票房170万美元，跌出前十。

### 专业评价
据评论汇总网站爛番茄，影评人普遍认为影片是导演沙马兰的又一部“离经叛道之作”，但其中不乏黑色幽默、紧张气氛和强劲的中心表演，这些对喜欢沙马兰的影迷来说正合适。在烂番茄收录的211条影评中，有55%给出了正面评价，平均得分5.6分（满分10分）。网站共识写道：“沙马兰的《陷阱》是一部以乔什·哈奈特的忠实表演为基础的惊悚片，吸引那些欣赏其半开玩笑风格的人，而其他人则渴望摆脱它”。在Metacritic上，46位影評人共給予了52分的分數（滿分100分），這部電影獲得了「評價褒貶不一或一般」。影院评分观众评分“C+”（评级范围从A+到F），PostTrak总体好评率66%，平均得分2.5分（满分5分）。
《卫报》的本杰明·李（Benjamin Lee）给出2/5星，称“《陷阱》是一部惊悚片，但大家误以为它很有趣。如果它能意识到自己有多么愚蠢，也许会有更多乐趣。”ABC新聞的彼得·崔維斯写道：“哈内特的表演创造了奇迹，让库伯这位连环杀手和顾家男人在同一副躯体里共存。你可以相信他，这是沙马兰无法实现的一个伎俩。这种哑火可以催生出一个乞求续集的高潮，用无耻作赌注。”《名利场》的理查德·劳森认为沙马兰“正如他倾向于做的那样，建立了坚实的基础：巧妙的设定、吸引人的主角，以及有趣的（并且非常让人感同身受的）文化环境。但是，退一万步讲，把《陷阱》的流畅外型设计剥开来，我们就能看到藏在里面的劣质工程”。
《影音俱樂部》的杰西·哈森格（Jesse Hassenger）给出B+的评分，认为电影可能比沙马兰过去十年中自封的卖座作品都要纯粹和充满娱乐性，但也有一些不和谐的音符，可能是沙马兰不能，或者说不可能从他的体系中祛除出去的。IndieWire的瑞安·拉坦齐奥（Ryan Lattanzio）给出B的评分，认为电影过分拉伸合理性，看起来一点也不恐怖，惟哈内特扮演的神经病父亲十分出色，是会让家長教師聯誼會的妈妈们颤抖的那种，其魅力十分恐怖，不容忽视。